# Conifaber
Genre
Conifaber est un genre d'araignées aranéomorphes de la famille des Uloboridae.

## Distribution
Les espèces de ce genre se rencontrent en Argentine, en Colombie, au Brésil et au Paraguay.

## Liste des espèces
Selon World Spider Catalog (version 18.0, 06/04/2017) :
- Conifaber guarani Grismado, 2004
- Conifaber manicoba Salvatierra, Brescovit & Tourinho, 2017
- Conifaber parvus Opell, 1982
- Conifaber yasi Grismado, 2004

## Publication originale
- Lubin, Opell, Eberhard & Levi, 1982 : Orb plus cone-webs in Uloboridae (Araneae), with a description of a new genus and four new species. Psyche, vol. 89, p. 29-64 (texte intégral).